# Cursorius rufus
Cursorius rufus е вид птица от семейство Glareolidae.

## Разпространение
Видът е разпространен в Ангола, Ботсвана, Намибия и Южна Африка.